# Université Walter Sisulu
L'université Walter Sisulu (en anglais : Walter Sisulu University) est une université située à Mthatha en Afrique du Sud. 

## Histoire
Elle est créée en 2005 par la fusion de plusieurs institutions. Elle accueille environ 22 000 étudiants.